# طایفه گشتیل
گشتیل، یکی از طایفه‌های لر ایل آقاجری کهگیلویه و از مجموع طوایف جنوبی لر بزرگ است.به عقیده برخی اصالت این طایفه به ایل بهداروند بختیاری باز می گردد.جمعیت زیادی از این طایفه در مناطق مختلف شهرستان شوشتر شامل بخش عقیلی و گچگرسا ساکن بوده که به مرور زمان در شهرهای اطراف ساکن شدند و از تیره آل جمالی ایل بهداروند بختیاری می باشند.